# Stirnia
Stirnia, monotipski rod crvenih algi iz porodice Lomentariaceae, dio reda Rhodymeniales. Jedina vrsta je Stirnia prolifera, morska alga otkrivena u Arapskom moru; opisana je 2001. godine. 
Lokalitet holotipa je obala Dhofara kod Sadha u Omanu